# Râul Boagni
Râul Boagni este un curs de apă, afluent al râului Zemeș. 